# (11614) Istropolitana
(11614) Istropolitana (1996 AD2) – planetoida z pasa głównego asteroid okrążająca Słońce w ciągu 5,16 lat w średniej odległości 2,98 j.a. Odkryta 14 stycznia 1996 roku.
Nazwa pochodzi od pierwszej szkoły wyższej na terenie obecnej Słowacji – Universitas Istropolitana.